# Хронология истории Канады
Хронология истории Канады:
- 40 000 до н. э. — миграция людей из Азии через Берингов перешеек и расселение по территории современной Канады.
- 8 000 до н. э. — ледниковый период закончился и вода в океане поднялась, затопив перешеек и отделив Северную Америку от Азии.
- X век н. э. — скандинавские викинги добрались до земель на востоке континента.
- 1497 год — путешествие Джона Кабота, на картах была отмечена малая часть побережья Ньюфаундленда[1].
- 1534 год — путешествие Жака Картье, который добрался до залива Святого Лаврентия и основал Новую Францию[2].
- 1605 год — основано поселение Пор-Рояль.
- 1609 год — основан Квебек.
- 1611 год — путешествие Генри Гудзона, исследование Гудзонова залива, начало британской колонизации.
- 1642 год — основан Монреаль.
- 1670 год — Компания Гудзонова залива получила право на торговлю мехом на территории, названной Землей Руперта.
- 1763 год — в результате Семилетней войны Франция отказалась от американских владений. Подписана Королевская декларация.
- 1774 год — принят акт о Квебеке.
- 1788 год — основан город Йорк, современный Торонто.
- 1791 год — Квебек разделён на Верхнюю Канаду и Нижнюю Канаду.
- 1800 год — основана Оттава.
- 1812—1814 годы — война с США.
- 1837 год — восстание Патриотов в Нижней Канаде и восстание в Верхней Канаде.
- 1840 год — создана провинция Канада.
- 1864—1867 годы — конференции по образованию доминиона Канада.
- 1 июля 1867 года — образован Доминион Канада.
- 1982 год — принят акт о Канаде.